# 도리데촌 (이바라키현)
도리데촌(斗利出村)은 이바라키현 니하리군에 일찍이 존재했던 촌이다. 현재의 쓰치우라시에 해당한다.

## 역사
- 1889년 4월 1일 - 정촌제 시행에 의해 4촌의 구역을 가지고 니하리군 도리데촌이 성립하였다.
- 1955년 7월 27일 - 후지사와촌, 야마노쇼촌과 신설합병해 니하리촌이 성립하여, 동일 도리데촌은 폐지되었다.